# Diego da Vallinfreda
Diego da Vallinfreda, al secolo Giuseppe Oddi (Vallinfreda, 6 giugno 1839 – Bellegra, 3 giugno 1919), è stato un religioso francescano italiano, frate questuante nella zona di Subiaco. Fu beatificato da Giovanni Paolo II nel 1999.

## Biografia
Diego Oddi nacque a Vallinfreda (Roma), il 6 giugno 1839, da un'umile ma dignitosissima famiglia contadina. Al battesimo ricevette il nome di Giuseppe. La sua giovinezza fu segnata dalla fatica quotidiana per vivere. La famiglia era povera, ma ricca di sentimenti religiosi, di onestà morale e di virtù cristiane, che facevano della piccola casa un nido di felicità e di pace. Il parroco si interessò della sua educazione civile e religiosa e Giuseppe fece gran tesoro degli insegnamenti che ricevette. Fin da piccolo venne soprannominato «frate», sia per la dedizione al lavoro e alla preghiera, sia perché aveva manifestato desiderio di entrare in convento. Il 3 ottobre 1841 ricevette la Cresima, mentre al età di 12 anni, si accostò alla Prima Comunione.
Fino all'età di 32 anni aiutò i genitori nel duro lavoro dei campi. Verso i 20 anni i genitori parlavano sempre di più del suo matrimonio. Però malgrado le sollecitazioni, gli inviti più o meno palesi, le insistenze della mamma, la risposta tardava a venire. Finché un giorno, stanco delle sollecitazioni materne, Giuseppe si decise a parlare: «Io non voglio sposarmi!».
Poco tempo prima, mentre si mieteva l'orzo nel podere di famiglia, Giuseppe, chino sui solchi, falciava le spighe. All'improvviso si era sentito chiamare ripetutamente. Mentre continuava il duro lavoro il giovane sentiva nascere dal fondo dell'anima la risposta da dare a Colui che lo chiamava. Quella risposta la maturò nella visita che ogni sera era solito fare in chiesa di ritorno dai campi, per il colloquio con Dio e con la Madre Celeste, alla quale Giuseppe era legato da sempre con una forte devozione filiale. «Signore, cosa vuoi da me?». Dal momento di quella chiamata Dio entrò nella sua vita.
Qualche tempo dopo la misteriosa chiamata, Giuseppe si recò a visitare, con un gruppo di pellegrini, il ritiro di San Francesco a Bellegra. Contava allora ventun'anni. Restò suggestionato dal luogo e dalla santa vita che vi conducevano i frati. Non si poteva più liberare da quella suggestione. Passarono ancora quattro anni. Il ritiro di San Francesco gli era rimasto nel cuore. Volle ritornarci nella primavera del 1864. Venne ad aprirgli la porta un frate, che aveva per tutti una parola buona, un sorriso; era fra Mariano da Roccacasale, anch'egli proclamato beato. Più tardi Giuseppe raccontò come si svolse quell'incontro: «... gli volevo baciare la mano, ma egli la ritirò dandomi a baciare l'abito. Gli dissi, che m'avesse dato qualche consiglio, qualche avvertimento, pensando tra me che me lo poteva dare, ed egli mi rispose: "Sii buono, sii buono, figlio mio!" E in così dire mi si levò dinanzi per andare in chiesa ».
Le semplici parole di fra Mariano ebbero un'importanza tanto determinante in tutto quello che successe poi. In esse Giuseppe aveva intuito il significato segreto della sua propria vita. Egli aumentò il tempo dedicato alla preghiera, riprese il suo lavoro e si rafforzava nella certezza della sua chiamata. Poco a poco la sua vocazione fece tutt'uno con la sua vita.
Superato le resistenze paterne, nel 1871, all'età di 32 anni, entrò nel Ritiro di Bellegra, sopportando le avverse circostanze legate all'esproprio dei beni ecclesiastici da parte del Regno d'Italia. In attesa che la bufera anticlericale passasse, il superiore, nel vedere Giuseppe adempiere con fede e diligenza l'incarico di curare l'orto e poi l'ufficio di questuante, il 12 aprile 1872, lo rivestì della tonaca francescana in qualità di terziario oblato. I religiosi, espulsi dal Ritiro, il 17 maggio 1877, ed ospitati in casa Saulini per otto mesi e 12 giorni, credettero opportuno differire a Giuseppe il canonico anno di prova sino al 12 febbraio 1885 quando, ammesso al noviziato in qualità di novizio laico, gli fu imposto il nome di fra Diego. Terminato il noviziato, il 14 febbraio 1886, fece la professione semplice e, il 16 maggio 1889, fu ammesso alla professione dei voti solenni e perpetui.
Fin dai primi momenti del suo ingresso in convento fra Diego osservò le regole e le costituzioni. Illetterato, ma arguto e facile al dialogo, sorprendeva tutti con le sue parole che sgorgavano da un cuore abituato ad usarle nei colloqui con Dio. Giorno e notte, lavorando, camminando, pregava continuamente.
Quando girava per i paesi a questuare, terminato il quotidiano giro per le case, verso sera entrava nella chiesa e assisteva con i fedeli alla sacra funzione. Poi persuadeva il sagrestano ad andarsene a casa, perché avrebbe pensato lui a suonare l'«Ave Maria» e a chiudere la chiesa. Così restava spesso in preghiera per tutta la notte e al mattino i benefattori, presso i quali era ospite, trovavano il letto intatto.
Da questo continuo colloquio con il Signore egli attingeva la sapienza, la profondità della fede, che gli altri poi raccoglievano dalle sue parole e discorsi. Non erano soltanto semplici fedeli a restarne edificati, ma anche sacerdoti e parroci, oltre che vescovi e cardinali. Vederlo servire la Messa e accostarsi alla santa Comunione, equivaleva ad una predica per chi lo vedeva.
Oltre la preghiera assidua e profonda, ciò che faceva rimanere ammirati coloro che lo avvicinavano era anche l'austerità della vita. Camminò sempre a piedi per strade sassose e fangose, con i piedi appena protetti dai sandali francescani, sotto la neve e la pioggia d'inverno, nella polvere e sotto la sferza del Sole d'estate.
Nella normalità della vita di fra Diego si possono scoprire le cose grandi che Dio operò in lui. Molti gli avvenimenti straordinari che riguardavano le cose umili e semplici dei contadini e dei pastori che fra Diego incontrava. Il fenomeno più vero era lui col suo sorriso: dove passava, lasciava che tutto fosse attraversato dal soffio creatore di Dio.
E molto significativo il fatto che una volta papa Pio X vedendolo esclamasse: « Ecco un vero figlio di San Francesco». Infatti, nella vita di fra Diego si sono realizzate alcune parole di San Francesco, rivolte ai frati:
«I frati non si approprino di nulla, né casa, né luogo, né alcuna altra cosa. E come pellegrini e forestieri in questo mondo, servendo al Signore in povertà ed umiltà, vadano per l'elemosina con fiducia. Ne devono vergognarsi, perché il Signore si è fatto povero per noi in questo mondo. Questa è la sublimità dell'altissima povertà quella che ha costituito voi, fratelli miei carissimi, eredi e re del regno dei cieli, vi ha fatto poveri di cose e ricchi di virtù. Questa sia la vostra parte di eredità, quella che conduce fino alla terra dei viventi. E, aderendo totalmente a questa povertà, fratelli carissimi, non vogliate possedere niente altro in perpetuo sotto il cielo, per il nome del Signore nostro Gesù Cristo » (Regola bollata VI, FF 16).
«E coloro che non sanno di lettere, non si preoccupino di apprenderle, ma facciano attenzione che ciò che devono desiderare sopra ogni cosa e di avere lo Spirito del Signore e la sua Santa orazione, di pregarlo sempre con cuore puro e di avere umiltà, pazienza nella persecuzione e nella infermità, e di amare quelli che ci perseguitano e ci riprendono e ci calunniano » (Regola bollata X, 8-10 FF 104).
Queste parole di San Francesco descrivono perfettamente le caratteristiche dominanti di fra Diego: umiltà e letizia, amore verso Dio e il prossimo. Quando chiedeva l'elemosina ai contadini, sapeva ascoltare con pazienza e amorevole comprensione i loro sfoghi, i loro desideri, lenendo i loro dolori e confortandoli nei momenti di abbattimento. Non c'era persona che non si rallegrasse della presenza di fra Diego e non si raccomandasse alle sue preghiere.
Ma ormai le sue forze fisiche non reggevano più. Nel pomeriggio del 3 giugno 1919 fra Diego, disteso sul povero letto dell'infermeria del Ritiro aspettava la buona sorella morte. I cinquant'anni trascorsi al Ritiro erano stati come un Rosario incessantemente sgranato, tanto aveva pregato, lavorato e fatto del bene a tutte le creature che aveva incontrato lungo la sua strada. Ora era stanco, ma sereno e felice. Aspettava impaziente sorella morte. L'attese cantando come aveva fatto il suo Serafico Padre. Sapeva e prediligeva una laude popolare alla Madonna: «Andrò a vederla un dì, in cielo patria mia!» La canticchiava adesso con un filo di voce muovendo impercettibilmente le labbra. Morì il 3 giugno 1919, all'età di 80 anni, nel Ritiro di Bellegra, in fama di santità che lo circondava per tutta la vita.
La sua tomba si trova nella chiesa del Ritiro di San Francesco, in via San Francesco, a Bellegra.

## Culto
Il suo elogio si legge nel Martirologio romano al 3 giugno.
- Fra Diego Oddi, un dono di Dio. Di Rocco Guerini, 1ed. 1987 - associazione "Amici di Fra Diego" di Vallinfreda.